# Воровка (приток Пры)
Воровка — река в России, протекает по Клепиковскому району Рязанской области. Левый приток реки Пра.

## География
Река Воровка берёт начало южнее посёлка Сосы. Течёт на запад. Вблизи устья реки находятся посёлки Гришино и Заводская Слобода. Устье реки находится в 141 км от устья реки Пра по левому берегу. Длина реки составляет 11 км.

## Данные водного реестра
По данным государственного водного реестра России относится к Окскому бассейновому округу, водохозяйственный участок реки — Ока от водомерного поста у села Копоново до впадения реки Мокша, речной подбассейн реки — бассейны притоков Оки до впадения Мокши. Речной бассейн реки — Ока.
Код объекта в государственном водном реестре — 09010102312110000026382.